# 51. п. н. е.

## Догађаји
- Помпеј од свог бившег савезника Јулија Цезара тражи да преда команду над својим легијама пре него што му буде дозвољено да се кандидује за конзула.